# Otto Gerlach (Mediziner)
August Otto Gerlach (* 7. Oktober 1866 in Niedersachswerfen; † 21. April 1914 in Ilfeld) war ein deutscher Landarzt in Thüringen.
Als Sohn eines Konsistorialrats und Superintendenten erhielt er die ersten Jahre Hausunterricht von seinem Vater, bevor er ab 1878 die Klosterschule Ilfeld besuchte. Nach dem Abitur 1886 studierte er Medizin an den Universitäten in Halle, Göttingen und Berlin. Seinen Militärdienst leistete er 1888 beim 2. Kurhessischen Infanterie-Regiment Nr. 82 in Göttingen ab, wo er 1887 in die Studentenverbindung und spätere Burschenschaft Holzminda eingetreten war. 1890 machte er sein Examen und promovierte an der Universität Halle zum Dr. med. mit einer Dissertation Ueber die Beziehungen der konstitutionellen Syphilis zur Tabes dorsalis und progressiven Paralyse.
Von 1893 bis 1906 arbeitete er als Arzt und Sanitätsrat in Niedersachswerfen, danach bis zu seinem Tod 1914 in Ilfeld. Ab 1902 war er Königlicher Kreisarzt für den Kreis Ilfeld.